# Криводол (Триљ)
Криводол је насељено место у саставу града Триља, Сплитско-далматинска жупанија, Република Хрватска.

## Историја
До територијалне реорганизације у Хрватској налазио се у саставу старе општине Сињ.

## Становништво
На попису становништва 2011. године, Криводол је имао 2 становника.
| Број становника по пописима | Број становника по пописима | Број становника по пописима | Број становника по пописима | Број становника по пописима | Број становника по пописима | Број становника по пописима | Број становника по пописима | Број становника по пописима | Број становника по пописима | Број становника по пописима | Број становника по пописима | Број становника по пописима | Број становника по пописима | Број становника по пописима | Број становника по пописима |
| --------------------------- | --------------------------- | --------------------------- | --------------------------- | --------------------------- | --------------------------- | --------------------------- | --------------------------- | --------------------------- | --------------------------- | --------------------------- | --------------------------- | --------------------------- | --------------------------- | --------------------------- | --------------------------- |
| 1857                        | 1869                        | 1880                        | 1890                        | 1900                        | 1910                        | 1921                        | 1931                        | 1948                        | 1953                        | 1961                        | 1971                        | 1981                        | 1991                        | 2001                        | 2011                        |
| 164                         | 0                           | 210                         | 201                         | 215                         | 368                         | 0                           | 295                         | 226                         | 226                         | 221                         | 147                         | 31                          | 11                          | 6                           | 2                           |

Напомена: У 1869. и 1921. подаци су садржани у насељу Граб. До 1931. исказивано као део насеља.

### Попис1991.
На попису становништва 1991. године, насељено место Криводол је имало 11 становника, следећег националног састава:
| Попис 1991.‍ | Попис 1991.‍ | Попис 1991.‍ | Попис 1991.‍ | Попис 1991.‍ |
| ----------- | ----------- | ----------- | ----------- | ----------- |
|             |             |             |             |             |
| Хрвати      | Хрвати      |             | 11          | 100%        |
| укупно: 11  |             |             |             |             |